# Hotel Planalto Palace

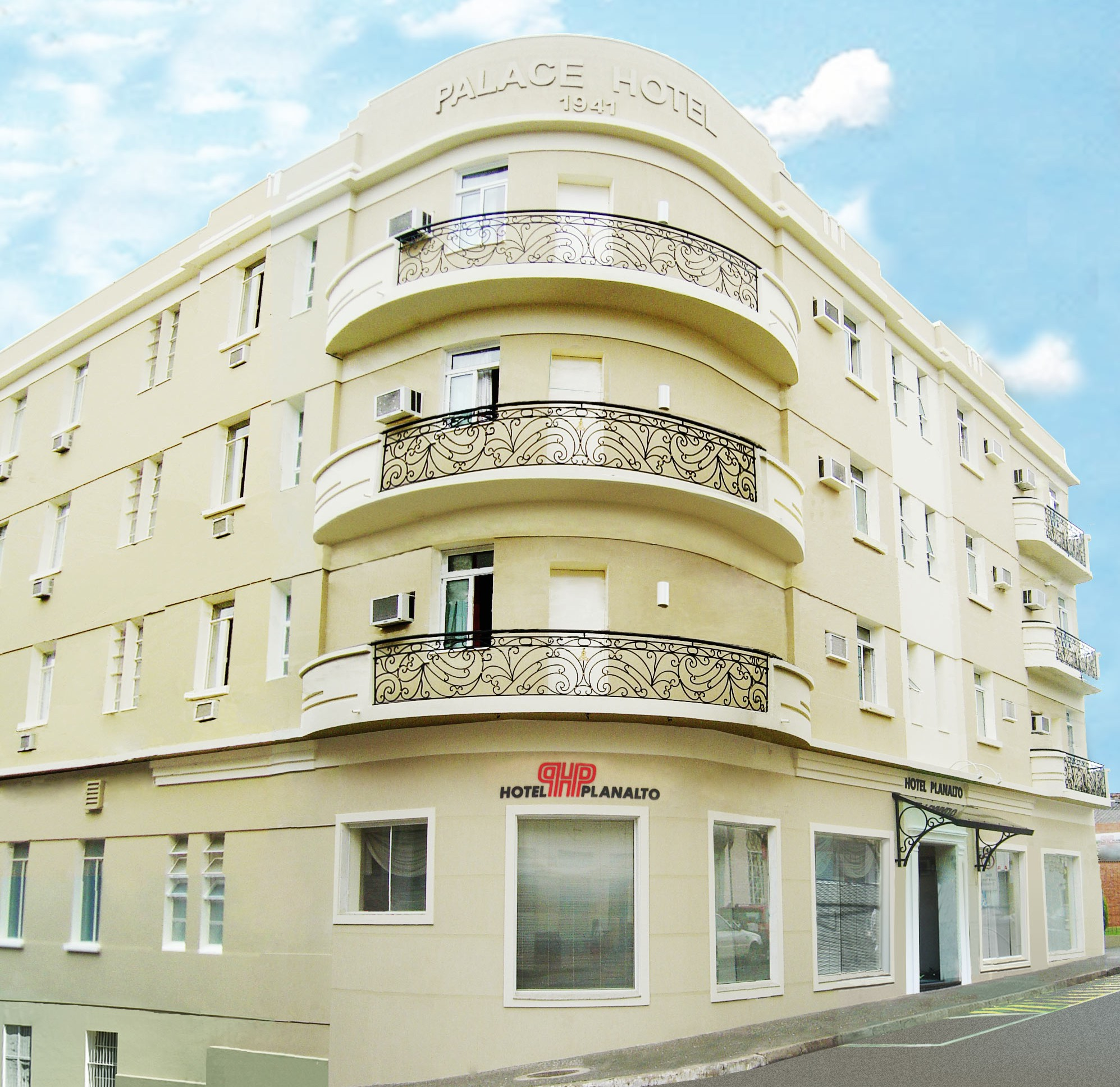
Hotel Planalto Ponta Grossa - fachada, 2008

Localizado em Ponta Grossa, o Hotel Planalto Palace funciona no prédio do antigo Palace Hotel.
O Palace Hotel foi inaugurado em 1941. Idealizado nos anos 1930 por um grupo de rotaryanos do Rotary Club Ponta Grossa, tais empreendedores constituíram a EMUSA - Empresa de Melhoramentos Urbanos S/A em Ponta Grossa.
Na época, a cidade de Ponta Grossa estava se tornando um grande entroncamento ferroviário, porém não contava ainda com hotéis organizados - eram todos hotéis pequenos, muitos em casas de famílias - e o Palace Hotel foi portanto o primeiro grande hotel na região dos Campos Gerais.
Em 1943, o Presidente Getúlio Vargas visitou Ponta Grossa, e esteve no Hotel, inclusive discursando para uma multidão, a partir da sacada da esquina do prédio, localizado no encontro das Ruas 7 de Setembro e 15 de Novembro.
Em 1973, o Hotel foi adquirido pelos irmãos Wilson Wagner e Franklin Wagner, oriundos das Indústrias Wagner - grande laminadora de madeira em Ponta Grossa, entre as décadas de 1940 e 1970.  Entre 1973 e 1975 uma ampla reforma e atualização para os padrões dos anos 1970, e o nome do hotel passou a ser Planalto Palace.
Atualmente, o Hotel Planalto continua sob administração da Família Wagner. Em 2016 foi concluída nova fase de modernização e adoção de novas tecnologias como fechaduras magnéticas, plena conectividade à Internet, contando o Hotel hoje com 66 apartamentos e 8 salas para eventos.
Desde 2013 o Hotel vem obtendo destaque com premiações diversas, entre as quais:
- Finalista do Prêmio MPE Brasil - etapa Paraná, na categoria Turismo (2013)
- Vencedor do Prêmio MPE Brasil - etapa Paraná, na categoria Turismo (2014)
- Vencedor do Certificado de Excelência, concedido pelo site TripAdvisor, posicionado como o mais bem avaliado Hotel da cidade de Ponta Grossa (2013, 2014, 2015 e 2016) e o 6o. Hotel mais bem avaliado no Estado do Paraná
- Vencedor do Booking.com Guest Review Award com nota 8,9 como o mais bem avaliado Hotel da cidade de Ponta Grossa (2015)
- Vencedor do Booking.com Guest Review Award com nota 9,0 como o mais bem avaliado Hotel da cidade de Ponta Grossa (2016)
- Vencedor do Selo de Qualidade no Turismo do Paraná com a 2a. nota mais alta do Estado do Paraná (2015)

O estilo europeu de sua fachada faz parte do conjunto de imóveis com valor histórico no centro da cidade de Ponta Grossa.